# Eublemma trachycornis
Eublemma trachycornis is een vlinder van de familie van de spinneruilen (Erebidae). De wetenschappelijke naam van deze soort is voor het eerst voorgesteld als Porphyrinia trachycornis door Embrik Strand in een publicatie uit 1918.
De soort komt voor in Taiwan.